# 勒威·派修士
勒威·派修士（瑞典語：Petrus Lewi Pethru，1884年3月11日—1974年9月4日）生於瑞典埃爾夫斯堡的瓦斯特拉·迪恩漢姆。瑞典五旬節運動先驅牧師。

## 童年生活
- 11歲時就開始工作，首先在夏季做牧羊童。
- 13歲從事信差、及化學工廠及造紙廠工作。
- 15歲成為鞋匠學徒。
- 16歲搬到挪威奧斯陸鞋廠做工。

## 教會生活
- 15歲在維納什堡市浸信會受洗
- 1901年移民挪威後積極參與教會服侍。
- 1902年成為阿倫達爾浸信會教會助理牧師。
- 1902有天在船上觀看日出時經歷靈浸，他當時不懂靈浸的意義，與牧師交談後牧師警告他不要講述靈浸之事。
- 1903年夏季，19歲開始在本茨福什市的小教會牧會。
- 1904年開始到比托神學院學習。
- 1906年22歲成為利德雪平市一間浸信會的牧師。
- 1907年聽到托馬斯·巴勒特（英语：Thomas Ball Barratt）在美國所經歷靈恩運動的報導，到奧斯陸聽他的佈道。會中派修士回應巴勒特呼籲你願意準備好成為基督要你所作的任何器皿嗎？你願意準備好基督要你所作的任何事嗎？你願意準備好去基督要你去的任何地方嗎？正式投身瑞典的靈恩運動。
- 1910年秋季派修士被任命為斯德哥爾摩新成立的位於Uppsala街11號非拉鐵非會堂第7浸信會教會的牧師。
- 1913年4月與莉蒂亞·丹尼爾森結婚，月底因為聖餐禮的見解與浸信會的實行有所抵觸，非拉鐵非會堂被排除在浸信會體系。
- 1921年非拉鐵非會堂搬到Sveavagen街45號。
- 1928年非拉鐵非會堂會眾超過3,000人。
- 1930年非拉鐵非會堂搬到Rorstrandsgatan街，成為瑞典最大的教堂。
- 1934年非拉鐵非會堂會眾超過5,000人。
- 1949年派修士獲頒惠頓學院榮譽博士。
- 1955年開始IBRA 廣播電臺的福音廣播。
- 1958年9月7日派修士辭去非拉鐵非會堂牧師職務，離開他牧會48年之久的工作，交棒給年輕人。會眾超過6,000人，為當時世界最大的靈恩會堂。
- 1958年因為瑞典決定禁止小學宗教課程，與比爾格·埃克斯泰特（英语：Birger Ekstedt）等人成立基督教民主黨
- 1973年派修士冊封為二等瓦沙爵士。
- 1973年於斯德哥爾摩辭世。

## 詩歌
1913年派修士的妻子因病需要開刀，他們一起禱告之後決定仰望神不開刀，寫了神的應許不能廢去的詞曲前兩節歌詞。

## 軼事
派修士有天告訴會眾他要辭職，因為「聖經上說我必須使兒女順服，但我的兒子們眼下沒有與主同行，因此我必須辭職。」大家回應「不要這樣！我們會為你的兒子們禱告，使他們能得救。」這幾個兒子後來都得救了，派修士牧師沒有辭職。